# Wakulla Springs
Les Wakulla Springs se situent à 23 km au sud de Tallahassee en Floride aux États-Unis.
Elles couvrent 1 189 ha de végétation luxuriante au sein d'un comté rural. Elles constituent une des plus grandes et des plus profondes sources du monde qui donne naissance à la rivière Wakulla (en).  

## Histoire
Celle-ci aurait été découverte vers 1521 par l'explorateur espagnol Juan Ponce de Leon mais les Amérindiens en connaissaient déjà l'existence il y a plus de 10 000 ans. 
En 1935, la source et ses environs immédiats furent achetés par Ed Ball, héritier de la fortune DuPont. Après sa mort au début des années 1980, l'État acquit la propriété pour en faire un parc (en) qui ouvrit au public en 1986.

## Galerie

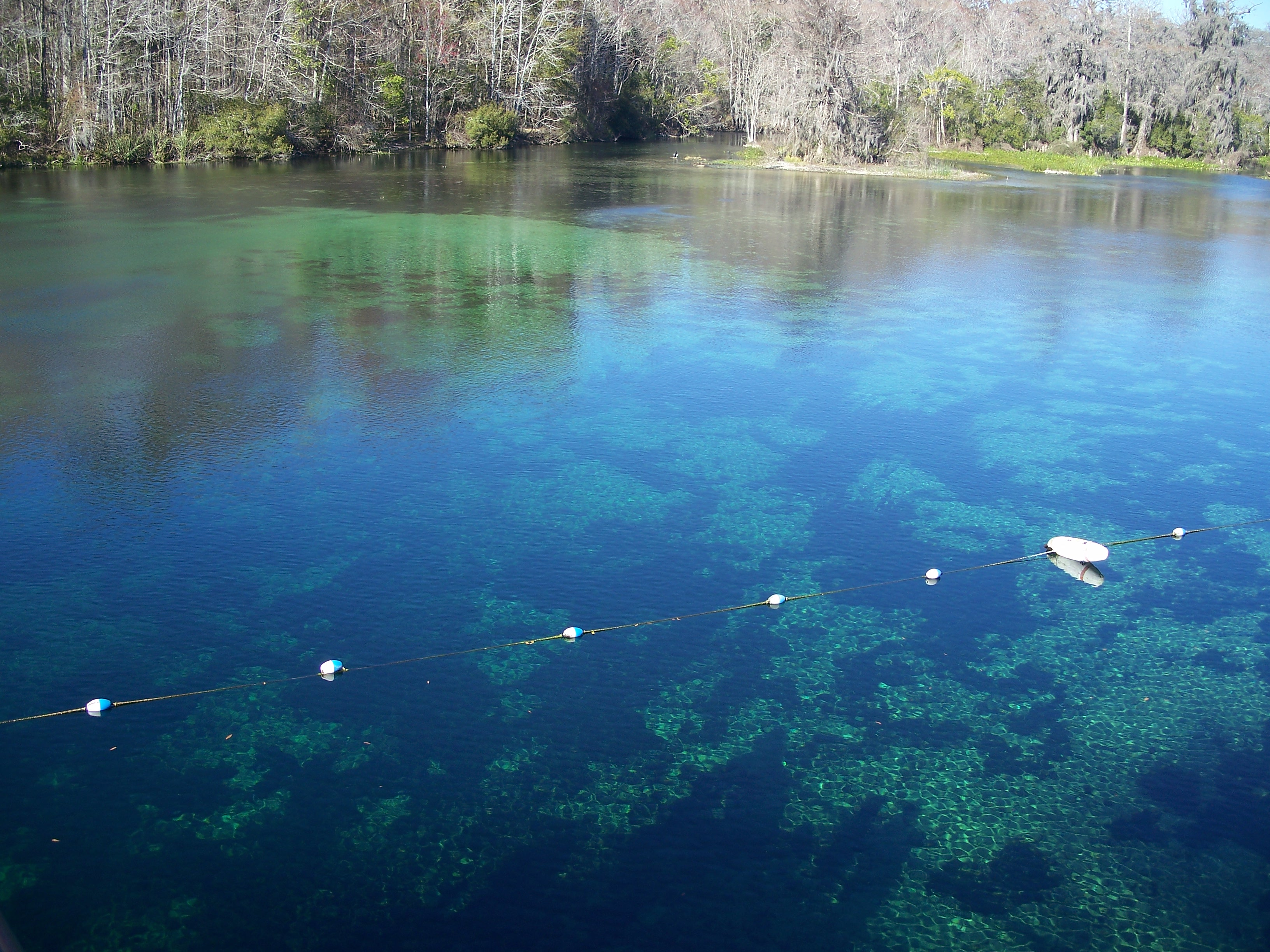
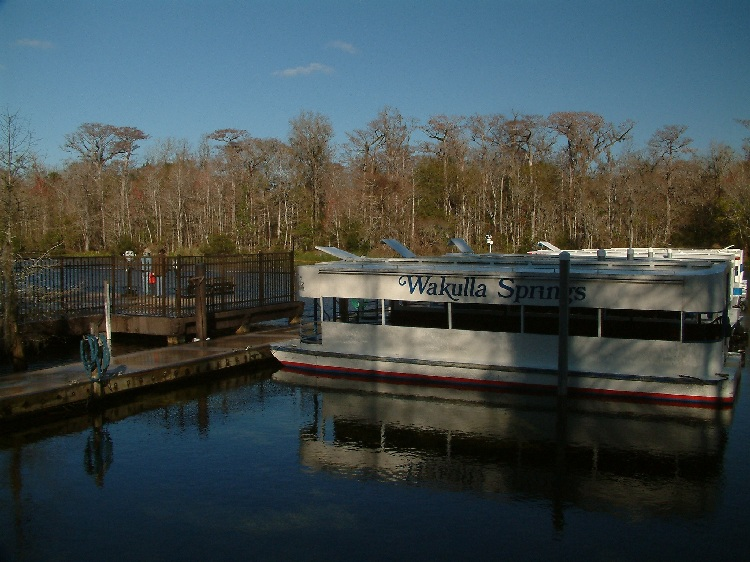
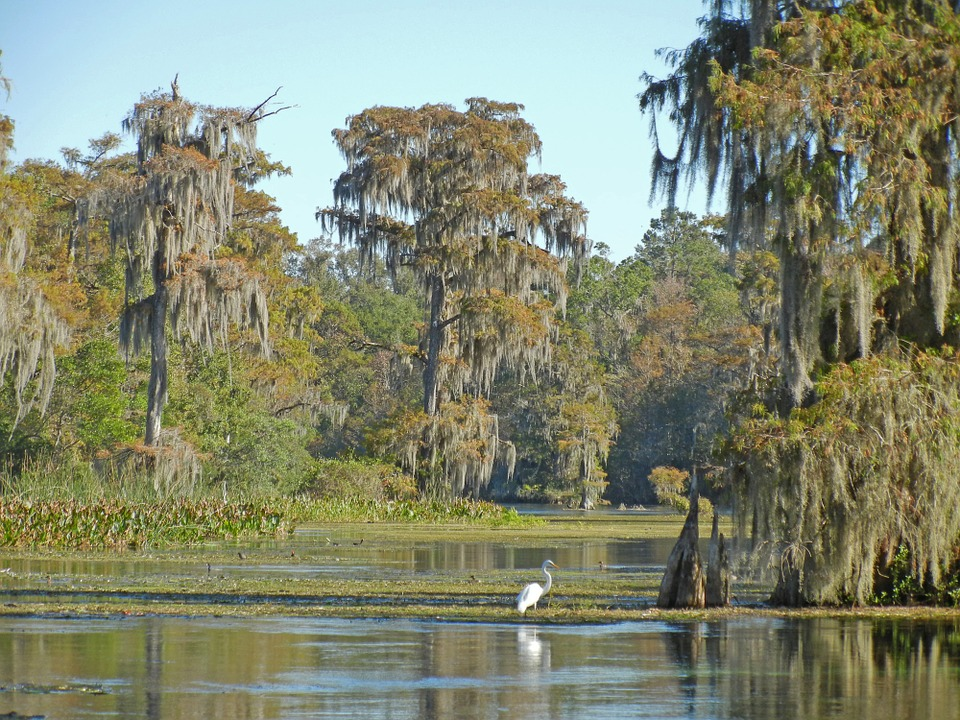
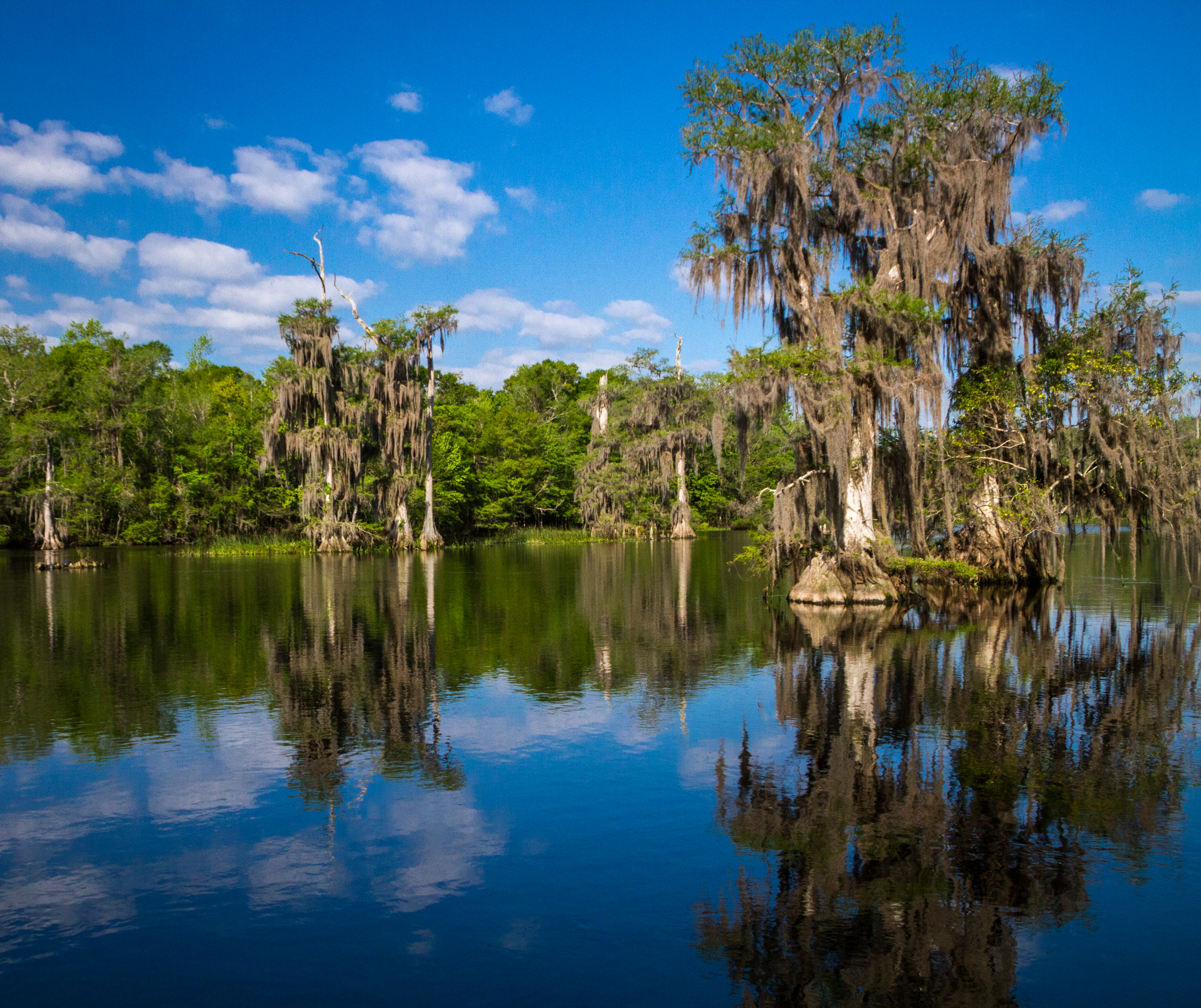
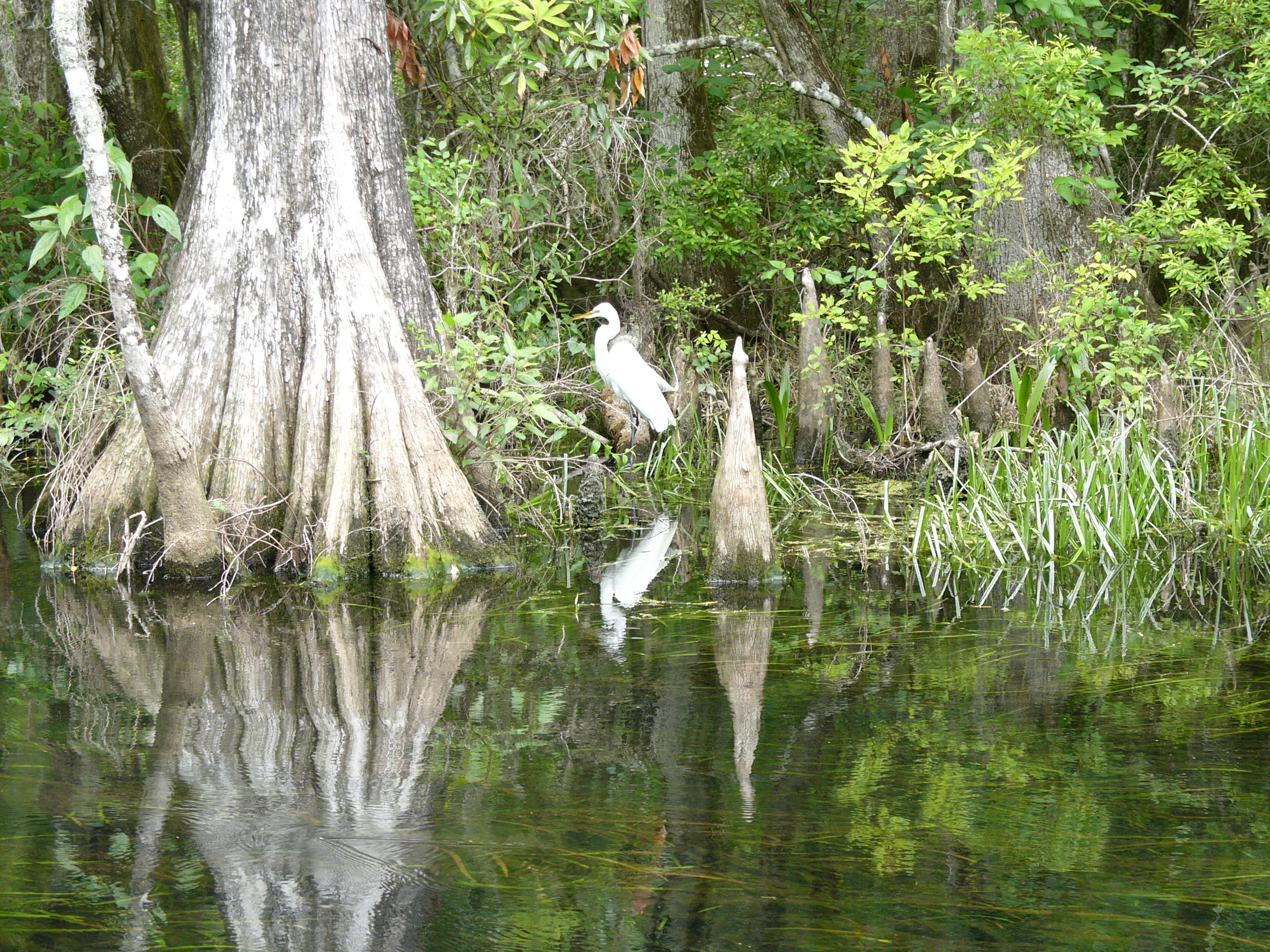